# Bassira (nom)
Bassira és un nom femení àrab (àrab: بصيرة, Baṣīra) que literalment significa ‘que té bona vista’, ‘vident’, ‘perspicaç’. Si bé Bassira és la transcripció normativa en català del nom en àrab clàssic, també se'l pot trobar transcrit d'altres maneres: Basira, Baseera... Aquest nom també el duen musulmanes no arabòfones que l'han adaptat a les característiques fòniques i gràfiques de la seva llengua.
La forma masculina d'aquest nom és Bassir.
Vegeu aquí personatges i llocs que duen aquest nom.
Vegeu també Abd-al-Bassir.